# Humenné
Humenné er en by i det østlige Slovakiet, med et indbyggertal (pr. 2006) på ca. 35.000. Byen ligger i regionen Prešov.
48°56′N 21°54′Ø / 48.933°N 21.900°Ø

## Eksterne links
- Officiel hjemmeside

- Wikimedia Commons har flere filer relateret til Humenné